# Alianza Nacional Popular
La ANAPO (acrónimo de Alianza Nacional Popular) fue un partido político colombiano fundado en 1961 por el expresidente de Colombia, Gustavo Rojas Pinilla, muy popular a comienzos de los años 1970, y disuelto oficialmente en 1998. Sus adeptos eran conocidos como anapistas o rojistas, ya que el partido fue liderado por Rojas en persona, luego por su hija María Eugenia, y finalmente por su nieto Samuel Moreno Rojas.
Surgió como verdadero tercer partido, en el marco del fin del Frente Nacional, y su ideología se nutría del nacionalismo, el populismo y el sistema de partido atrapalotodo, porque entre sus miembros había disidentes de los partidos tradicionales a los que se oponía, así como socialistas moderados e izquierdistas que no comulgaban con el comunismo o las guerrillas de la época.
Su mayor victoria electoral se dio el 19 de abril de 1970, cuando Rojas estuvo a punto de ganar las elecciones presidenciales de ese año, perdiendo en sospechosas circunstancias de presunto fraude electoral contra el oficialista Misael Pastrana Borrero. Desde ese día, el anapismo usó como bandera de campaña el supuesto fraude electoral que sufrieron en 1970.
Desde 1974 surgió una vertiente socialista demócrata, dirigida por la hija de Rojas, María Eugenia Rojas Correa, quien fue candidata a la presidencia en 1974, sin mayor repercusión que haber sido la primera mujer en la historia de Colombia en lanzar su candidatura presidencial. Rojas de hecho se convirtió en la cabeza del partido, tras el ocaso del general Rojas y su muerte en 1975.
Se asoció al partido desde 1974 con el grupo guerrillero Movimiento 19 de abril (M-19), que fue fundado por la facción socialista del movimiento, y por disidentes de las FARC y de otros sectores políticos. Toma su nombre de las elecciones presidenciales de 1970 en las que se presentó el presunto fraude contra Rojas Pinilla.
Se consideraba a Rojas Pinilla como su líder ideológico y lo equiparaban a figuras históricas tales como el libertador Simón Bolívar.
En los años 1980 el partido vivió un renacer moderado con la elección como concejal de María Eugenia Rojas y por la presencia importante de miembros del partido en el Congreso colombiano. Ya para inicios de los años 1990, surgió la figura de Samuel Moreno Rojas, hijo de María Eugenia, quien logró llegar al Congreso en 1994 y se convirtió en director del partido por esos años. Los exmiembros del M-19, desmovilizados y conformando con otros sectores la Alianza Democrática M-19 (ADM-19) trabajaron de la mano con la Anapo en varios comicios.
En 1998 se disolvió la facción socialista y quedó como única facción el rojismo, liderado ahora por Samuel Moreno, nieto del general. El 24 de julio de 2003 el movimiento se fusionó con la ADM-19, y otros sectores quienes crearon el Polo Democrático Independiente, que el 1 de diciembre de 2005 se convirtió en el actual Polo Democrático Alternativo, tras la adhesión de los movimientos de los ex M-19 Antonio Navarro Wolff y Gustavo Petro.

## Historia

### Antecedentes

#### La dictadura militar de Rojas (1953-1957)

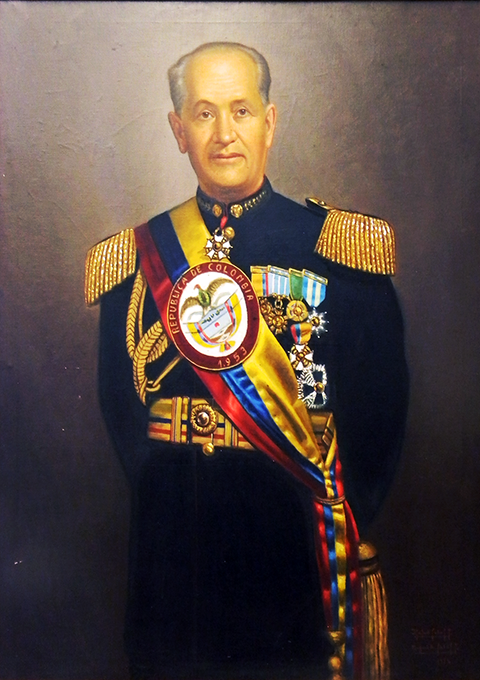
El general Rojas como presidente de facto de Colombia, en 1953.

El sábado 13 de junio de 1953, un golpe de Estado militar liderado por el teniente general (hoy general) Gustavo Rojas Pinilla, exministro de Correos del expresidente Mariano Ospina Pérez. El golpe militar de hecho fue ideado, según lo que se supo décadas después, por la facción leal a Ospina dentro del Partido Conservador, en abierta oposición al autoritarismo del entonces presidente Laureano Gómez, que para el día de los hechos estaba en licencia por enfermedad desde noviembre de 1951.
Gómez, queriendo asumir el poder, ese 13 de junio se presentó en la sede presidencial, ordenó a su designado Roberto Urdaneta que destituyera a Rojas Pinilla (porque ya conocía sus planes golpistas), y que le entregara el poder para reasumirlo. 
Por unas horas Gómez volvió a ser el presidente del país, pero a las 10 de la noche, Rojas tomó el cargo y destituyó a Gómez, y disolvió su gabinete. Inicialmente el plan culminaba instalando a Urdaneta en el poder, quien lo rechazó, y ante la negativa se le ofreció a Ospina, que también lo rechazó, quedando finalmente Rojas como presidente del país.

#### La tesis de la "Tercera Fuerza"

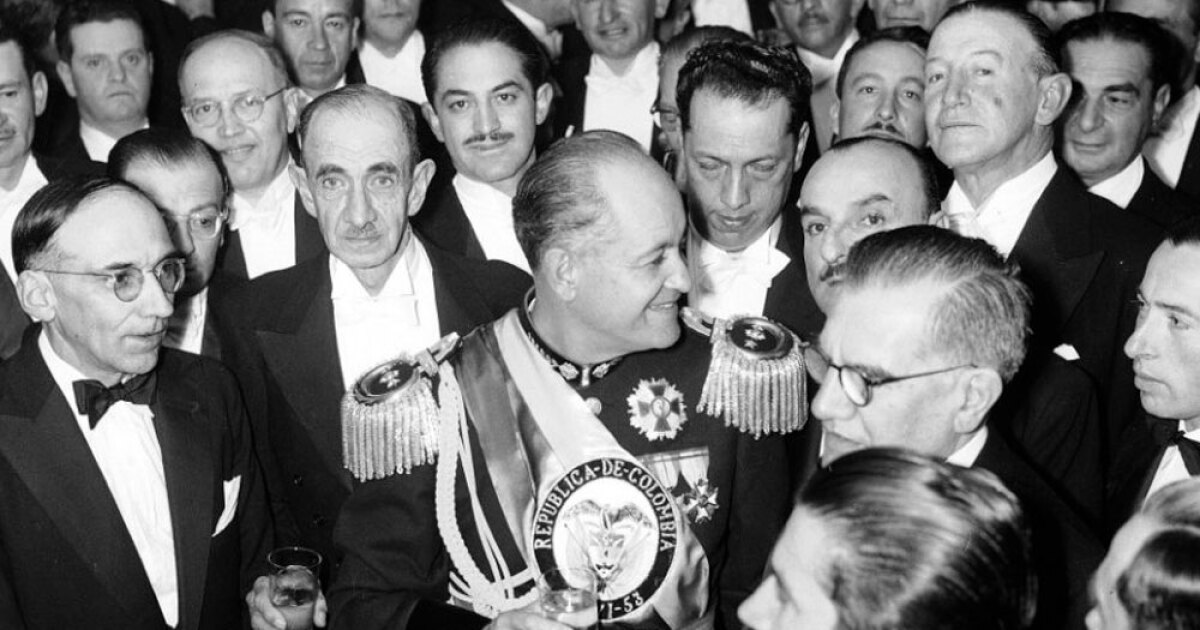
Rojas en la noche del 13 de junio de 1953. Al comienzo de su gobierno, era un mandatario inmensamente popular.

Rápidamente Rojas comenzó a separarse del apoyo de los dos partidos tradicionales que lo ayudaron a llegar al poder, pese a que su gabinete seguía siendo mayoritariamente de la facción moderada del conservatismo, es decir, el ospinismo. Promovió el reordenamiento del país con las bases populares trabajadoras, los militares (que no podían participar en política desde 1910), las clases medias, y las mujeres, bajo la doctrina social católica y el bolivarianismo. El movimiento fue lanzado oficialmente el 9 de enero de 1955 bajo el nombre de Movimiento de Acción Popular, anunciado públicamente por el ministro de gobierno, Lucio Pabón, lo que provocó la oposición de los partidos tradicionales.
El gobierno de Rojas se empezó a tornar más autoritario e impopular (el general cerró los principales periódicos del país y pretendía hacerse reelegir en 1958 ), al punto que los partidos políticos tradicionales comenzaron a conspirar para derrocarlo. Las cabezas visibles del movimiento contragolpista fueron el expresidente Alberto Lleras Camargo, quien fue postulado por los expresidentes Darío Echandía, Alfonso López Pumarejo y Eduardo Santos; y el expresidente Gómez, quien estaba exiliado en España desde 1953. Lleras viajó a España donde se reunió con Gómez para pactar una tregua entre los dos partidos para compartir el poder, en el sistema que se llamó Frente Nacional.

#### Caída de Rojas y juicio político
Rojas renunció el 10 de mayo de 1957, en medio de una tensa oposición de todos los sectores nacionales, y partió al exilio a España o a República Dominicana, dejando tras de si una Junta Militar para la normalización de la situación del país. La Junta llamó a elecciones en 1957, y se selló el pacto bipartidista de Gómez y Lleras, convocándose elecciones para mayo de 1958.
Pese al pacto bipartidista de no agresión, la facción laureanista logró que el Congreso abriera un proceso en contra de Rojas en la comisión de acusaciones (pese a que Rojas ya no era presidente) el 19 de agosto de 1958, a dos semanas de la posesión presidencial de Alberto Lleras Camargo. Rojas se vio obligado a regresar al país para someterse al juicio político por sus acciones como presidente, el 11 de octubre de 1958. Luego de múltiples fallos en el procedimiento, el 18 de marzo de 1959 el Congreso lo condenó, por lo que se le quitaron sus derechos políticos.

### Fundación

La bandera representaba la unión de los dos partidos tradicionalesː Azul (conservador) y rojo (liberal).

A pesar de su derrota judicial, el juicio sirvió a Rojas como trampolín político, ya que en el proceso se ventilaron los hechos que derivaron en su llegada al poder, y por las circunstancias procedimentales, comenzó a ganar adeptos que lo veían como una víctima de un sistema judicial y político coptado por sus opositores, en una especia de revancha contra el general por haber apartado poco a poco a los partidos tradicionales del poder.
El movimiento fue fundado oficialmente el 23 de abril de 1961, con miras a presentarse a las elecciones presidenciales de 1962, que eran inviables sin embargo. En la reunión estuvieron presentes sectores conservadores disidentes, militares en retiro y sectores civiles. Rojas buscaba que el partido se llamara Alianza Nacional Popular Católica, bajo las siglas ANP, sin embargo, Rojas comprendió que la mayoría de la población colombiana (como en la actualidad), se identificaba como liberal, por lo que eliminó la palabra "Católica" del nombre del movimiento, abrió el partido a los liberales y fundó el movimiento. 

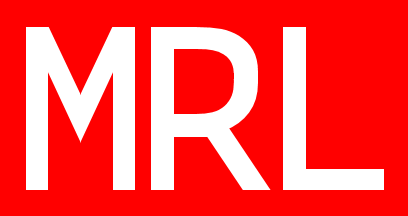
El MRL el principal competidor de la Anapo en el espectro del tercer partido a comienzos de los años 60.

El nuevo partido lanzó en agosto de 1961 su medio de propaganda, Alianza Popular, y comenzó a publicar sus postulados en la revista La Nueva Prensa, donde también tuvo acogida el Movimiento Revolucionario Liberal (MRL), el principal opositor al gobierno liderado por el abogado Alfonso López  Michelsen, y con quien la ANP tuvo conflicto por el uso del nombre del partido. Pronto la ANP pasó a llamarse ANAPO, ya que sus seguidores le adicionaron las letras "PO".

### Elecciones legislativas de 1964
Participó en las elecciones generales de 1964, tras las que, junto con el Movimiento Revolucionario Liberal, se convirtió en el partido opositor al gobierno del Frente Nacional.

### Elecciones presidenciales de 1970
En las elecciones presidenciales de 1970 el partido alcanzó su mayor votación, y sus seguidores consideraron haber vencido al candidato oficialista Misael Pastrana Borrero. No obstante, el entonces presidente Carlos Lleras Restrepo declaró el toque de queda, y poco después se anunció como ganador a Pastrana Borrero, lo que provocó denuncias de fraude en el departamento de Nariño, al sur del país.
Esta acusación fue mantenida por la ANAPO y en la actualidad por la mayoría de los partidos de oposición desde entonces. Se ha convertido en un hecho aceptado por la historiografía colombiana a partir de 2005, debido a la aparición gradual y la evaluación histórica de pruebas, memorias y testimonios de apoyo.

### Refundación del partido
El 13 de junio de 1971, el general Rojas Pinilla reúne a más de 100.000 personas en la plaza de Villa de Leyva, (Boyacá), para refrendar la constitución del «Tercer Partido» y presentar la plataforma ideológica y política del movimiento. La plataforma era un recetario de propuestas que en un lenguaje radical y populista definía a la ANAPO como un «partido nacionalista, revolucionario y popular» que buscaba la aplicación de un «socialismo» a la colombiana.
El congreso de la ANAPO en 1971 produjo distintas reacciones, pero en general no ayudó a consolidar la cohesión interna del partido. El deslizamiento de los cuadros dirigentes hacia el bipartidismo, que venía desde la derrota en 1970, se agudizó al plantearse abiertamente la ruptura con los partidos tradicionales. Esta situación, sumada al desencanto de los votantes anapistas con respecto a los canales electorales de participación política, por el supuesto fraude en las elecciones presidenciales, conduciría a la crisis de la ANAPO en las elecciones del año 1972.

### El M-19

En 1973 un grupo de anapistas junto a otros sectores inicialmente conocidos como comuneros, formaron el grupo guerrillero Movimiento 19 de abril (M-19). En 1974 este grupo se da a conocer con el robo de la espada de Bolívar, el cual entró en escena pública y afirmó que su lucha fue una reacción a lo que llamó la ilegitimidad de las elecciones de 1970, rechazando al sistema político bipartidista de la nación, conocido como Frente Nacional.

### Elecciones presidenciales de 1974 y la Anapo socialista
En 1971, la ANAPO pasó a una nueva etapa como tercer partido, bajo la dirección de la hija del expresidente, María Eugenia Rojas.

### Elecciones presidenciales de 1978
En 1978, apoyó a la candidatura de Belisario Betancur Cuartas, candidato del Partido Conservador, lo que ocasionó la división interna del partido, llevando a que los militantes más izquierdistas se separaran, como Julio César Pernía, que se vinculó con el Partido Comunista Colombiano, y que posteriormente sería el candidato presidencial por la Unión Nacional de Oposición (UNO); la tendencia que se unió con el Movimiento Obrero Independiente Revolucionario (MOIR) y crearon el Frente por la Unidad del Pueblo (FUP); y por último, la ANAPO socialista que se separó para formar el M-19.

### Elecciones de 1982
Para las elecciones presidenciales de 1982, la Anapo se adhirió nuevamente a la campaña presidencial de Belisario Betancur, quien se impuso sobre el expresidente Alfonso López Michelsen, bajo el lema "Sí se puede". Rojas por su parte logró llegar al concejo de Bogotá, corporación en la que permaneció hasta 1998.

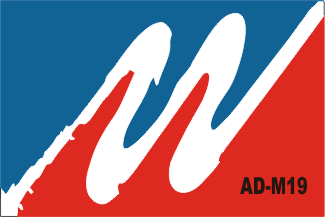
Bandera del M-19, ya en democracia.

### Fusión con la ADM-19 (1991-1998)
A principios de la década de los noventa, se unió con los reinsertados del Movimiento 19 de abril (M-19), para formar la Alianza Democrática M-19, que obtuvo el segundo lugar en las elecciones para la Asamblea Nacional Constituyente en 1991. En 1994, el hijo de María Eugenia, Samuel Moreno Rojas, asumió la jefatura nacional del partido, y llegó por primera vez al Congreso. 

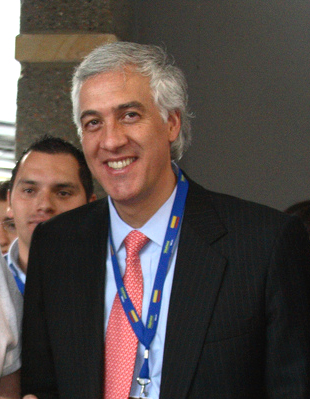
Samuel Moreno, heredero del anapismo, como alcalde de Bogotá en 2008.

### Fin definitivoː Polo Democrático Alternativo (2003-actualidad)
Después de la reforma política de 2003, la Anapo  se disolvió formalmente al unirse a la coalición de partidos de izquierda, conocida como el Polo Democrático Independiente, el cual en 2005 se convierte en el Polo Democrático Alternativo. 
Por varios años, el sustrato social que fue la base de la desaparecida ANAPO, estuvo dirigida por el exalcalde de Bogotá, Samuel Moreno Rojas, aunque fue suspendido como alcalde por 3 meses, y fue detenido y declarado culpable el 23 de septiembre de 2012, por el proceso llevado en su contra por el "carrusel de la contratación".

## Ideología
El movimiento nació como un partido político conservador y militarista, con fuerte inspiración católica, por lo que inicialmente se le llamó Alianza Nacional Popular Católica (ANP). Sin embargo Rojas comprendió que la mayoría del país se identificaba como liberal, por lo que abrió el movimiento a los liberales disidentes y en última instancia, a los comunistas democráticos y líderes de izquierda disidente. Por eso se considera que el partido pertenece al sistema atrapalotodo, escoba, multicomprensivo, metapartido o catch all party.

## Resultados electorales
| Año  | Candidato                     | Votos     | Porcentaje | Resultado | Notas                                     |
| ---- | ----------------------------- | --------- | ---------- | --------- | ----------------------------------------- |
| 1962 | Gustavo Rojas Pinilla         | 54 557    | 2,1        | 4°        |                                           |
| 1966 | José Jaramillo Giraldo        | 741,203   | 28,26      | 2°        |                                           |
| 1970 | Gustavo Rojas Pinilla         | 1 561 468 | 39,9       | 2°        |                                           |
| 1974 | María Eugenia Rojas           | 492 166   | 9,5        | 3°        |                                           |
| 1982 | Apoyaron a Belisario Betancur | 3,189,278 | 46,75      | Electo    | Apoyaron al Partido Conservador           |
| 1990 | Antonio Navarro Wolff         | 754 740   | 12,48      | 3°        | Como parte de la Alianza Democrática M-19 |
| 1994 | Antonio Navarro Wolff         | 219 241   | 3,79       | 3°        | Como parte de la Alianza Democrática M-19 |

## Sucesión
| Predecesor: N/A | Alianza Nacional Popular 1961 - 1998 | Sucesor: Alianza Democrática M-19 |